# Karsten Rotte
Karsten Rotte (* 21. November 1929 in Chemnitz; † 26. Juli 1997 in Würzburg) war ein deutscher Gynäkologe, Radioonkologe und Hochschullehrer in Würzburg.

## Leben
Als Sohn des Rechtsanwalts Heinz Rotte und seiner Frau Elfriede besuchte Rotte die Volks- und Oberschule in Stollberg/Erzgeb. bis zum Abitur 1948. Im selben Jahr folgte er seinem Vater in den Westen nach Braunschweig. Er  studierte Medizin in Würzburg und wurde 1951 im Corps Moenania Würzburg recipiert. Ein Semester verbrachte er an der Universität Innsbruck. Nach dem Staatsexamen 1956 war er Medizinalassistent in der Pathologie (Prof. Kirsch) und in der Medizinischen Poliklinik (Prof. Franke). Nach der Promotion 1957 war er drei Jahre als Postgraduate an den Frauenkliniken in Madison (Wisconsin) und Minneapolis (Minnesota). 1960 kehrte er zurück an die Frauenklinik in Würzburg. Ihr Direktor Horst Schwalm schickte Rotte 1961 zur Weiterbildung  zu Karl Heinrich Bauer.  Rotte kam 1965 als Facharzt zurück und wurde mit der Leitung der Strahlenabteilung betraut. 1972 habilitierte er sich für Röntgenologie und Strahlenheilkunde. Der außerplanmäßigen (1978) folgte 1981 die C 3-Professur. Sohn und Tochter aus der ersten Ehe wurden Ärzte. Rottes zweite Frau Hanneliese war Mikrobiologin in Würzburg. 1960 hatte er das Band des Corps Lusatia Breslau erhalten.

## Wissenschaft
Rotte führte ab 1971 in Deutschland das High-Dose-Rate-Afterloading-Verfahren in der Brachytherapie des Uteruskarzinoms ein. Dem standen die Warnungen der Strahlenbiologen und das Festhalten der Gynäkologen und Gynäkoradiologen am Radium entgegen. So blieb die erste Publikation in der Fachzeitschrift Strahlentherapie und Onkologie 1973 unbeachtet. Der Durchbruch gelang 1974 auf der Arbeitstagung über Afterloading-Verfahren in Würzburg. Die Strahlenabteilung der Universitätsfrauenklinik Würzburg wurde zum Vorreiter des Afterloadings. Vorträge auf nationalen und internationalen Tagungen, zahlreiche Publikationen und Handbuchbeiträge und mehrere Monographien machten Rotte bekannt. Vor seinem 65. Geburtstag wurde Rotte im November 1994 von seinen Mitarbeitern mit einer Tagung  auf der Festung Marienberg verabschiedet.